# Ictaluridae
Ictaluridae är en familj av fiskar som ingår i ordningen malartade fiskar (Siluriformes). Enligt Catalogue of Life omfattar familjen Ictaluridae 50 arter. Det svenska trivialnamnet dvärgmalar förekommer för familjen.
Familjens arter förekommer ursprunglig i Nord- och Centralamerika från Kanada till Guatemala. De lever i floder och insjöar. De flesta arter blir inte tyngre än 0,5 kg men några familjemedlemmar som Ictalurus furcatus når en längd av 1,6 meter och en vikt av 50 kg eller lite tyngre. Dessa fiskar saknar fjäll på kroppen och de har åtta skäggtöm. Arterna hittar sin föda vanligen vid vattenansamlingens botten. De äter bland annat kadaver.
Släkten enligt Catalogue of Life och Dyntaxa:
- Ameiurus
- Ictalurus
- Noturus
- Prietella
- Pylodictis
- Satan
- Trogloglanis